# SBB-CFF-FFS

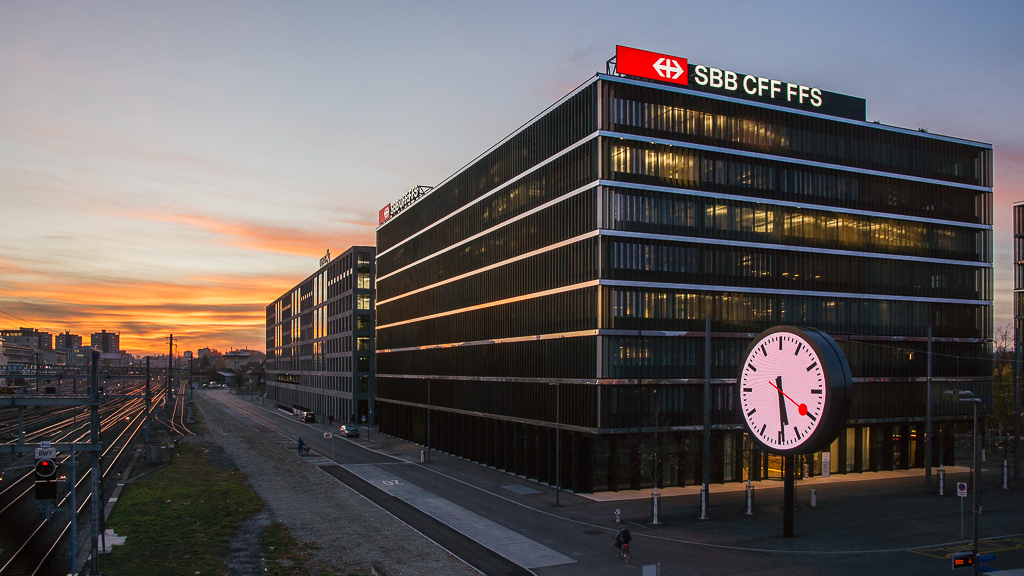
Nowa siedziba spółki w Bernie

SBB-CFF-FFS (niem. SBB, Schweizerische Bundesbahnen; fr. CFF, Chemins de fer fédéraux suisses; wł. FFS, Ferrovie Federali Svizzere) – narodowy i największy przewoźnik kolejowy w Szwajcarii. Jako spółka państwowa istnieje od 1902 roku. Słynie z niezawodności i punktualności – w 2021 roku 91,9% pociągów pasażerskich SBB nie miało opóźnień.
Ze względu na różnice językowe pomiędzy poszczególnymi regionami Szwajcarii w pociągach regionalnych oraz w nazewnictwie stacji stosuje się język odpowiedni dla danego regionu (np. Basel SBB, Lausanne CFF, Bellinzona FFS). W pociągach dalekobieżnych używane są wszystkie języki regionów na trasie pociągu. Ponadto na najbardziej obleganych przez turystów trasach obsługa posługuje się językiem angielskim. Składy oznaczone są potrójną nazwą SBB-CFF-FFS.

## Historia

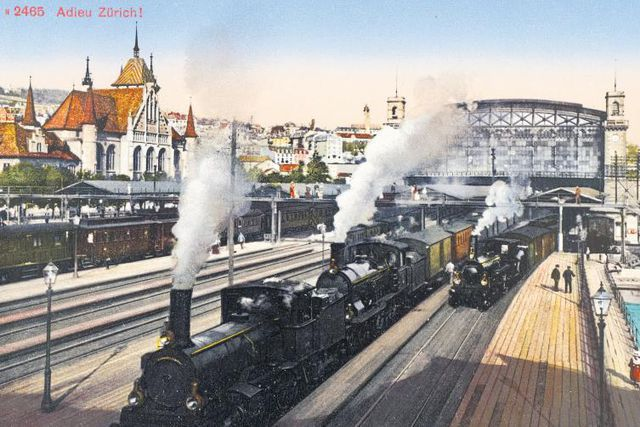
Widok na Zürich Hauptbahnhof w 1900 r.

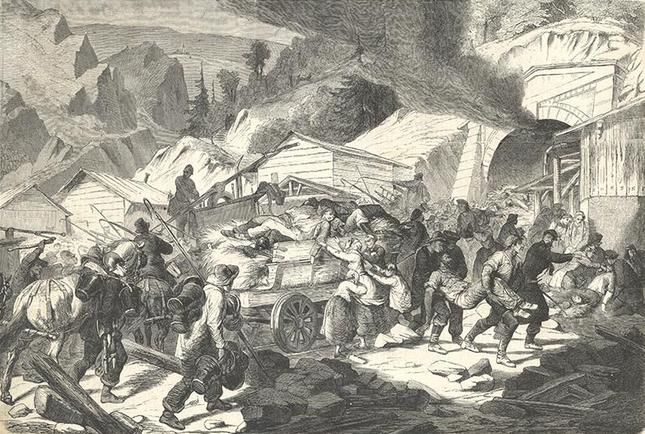
Prace przy budowie tunelu Hauenstein (1872 r.)

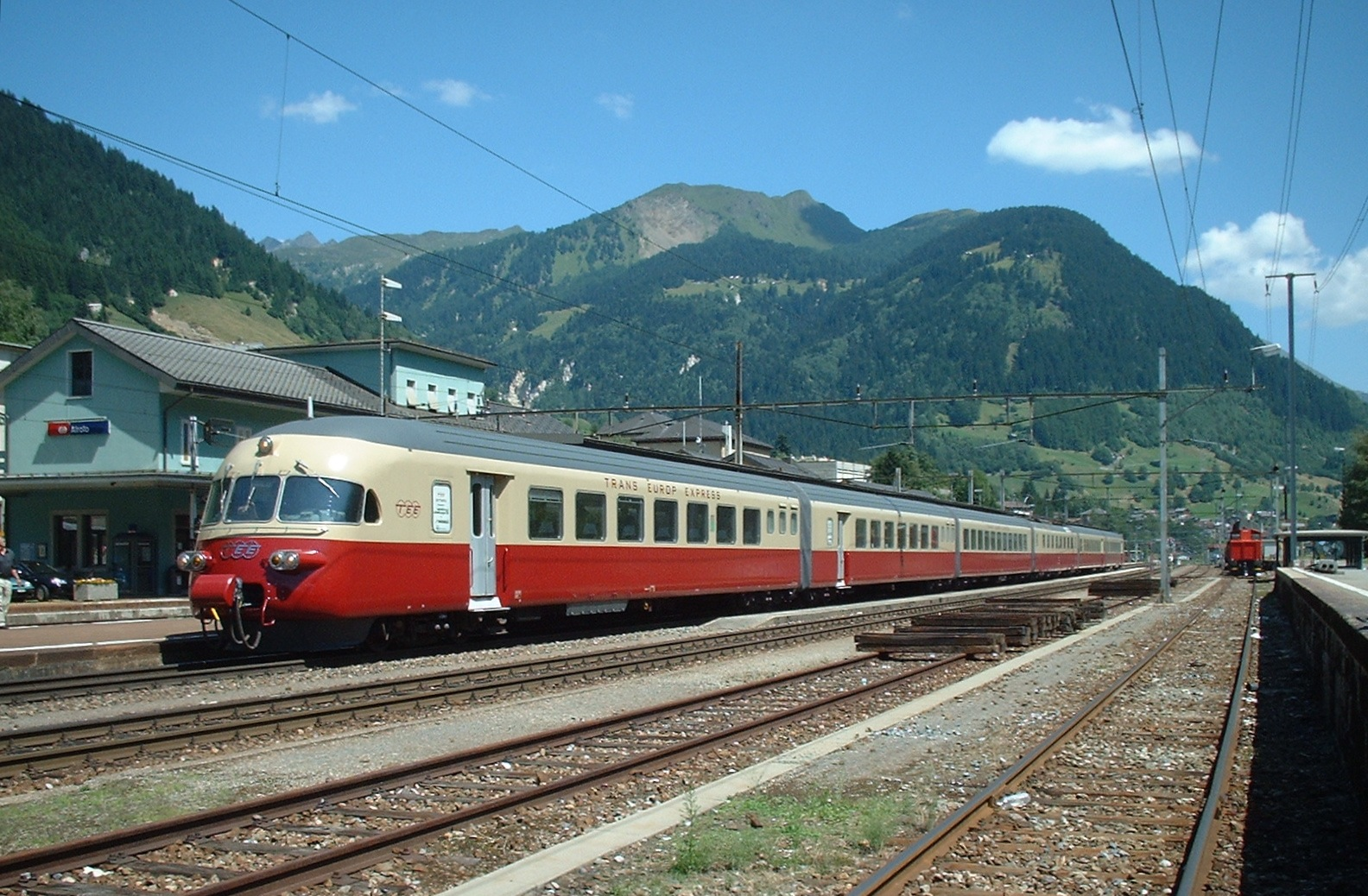
Pociąg RAe TEE II na stacji Airolo

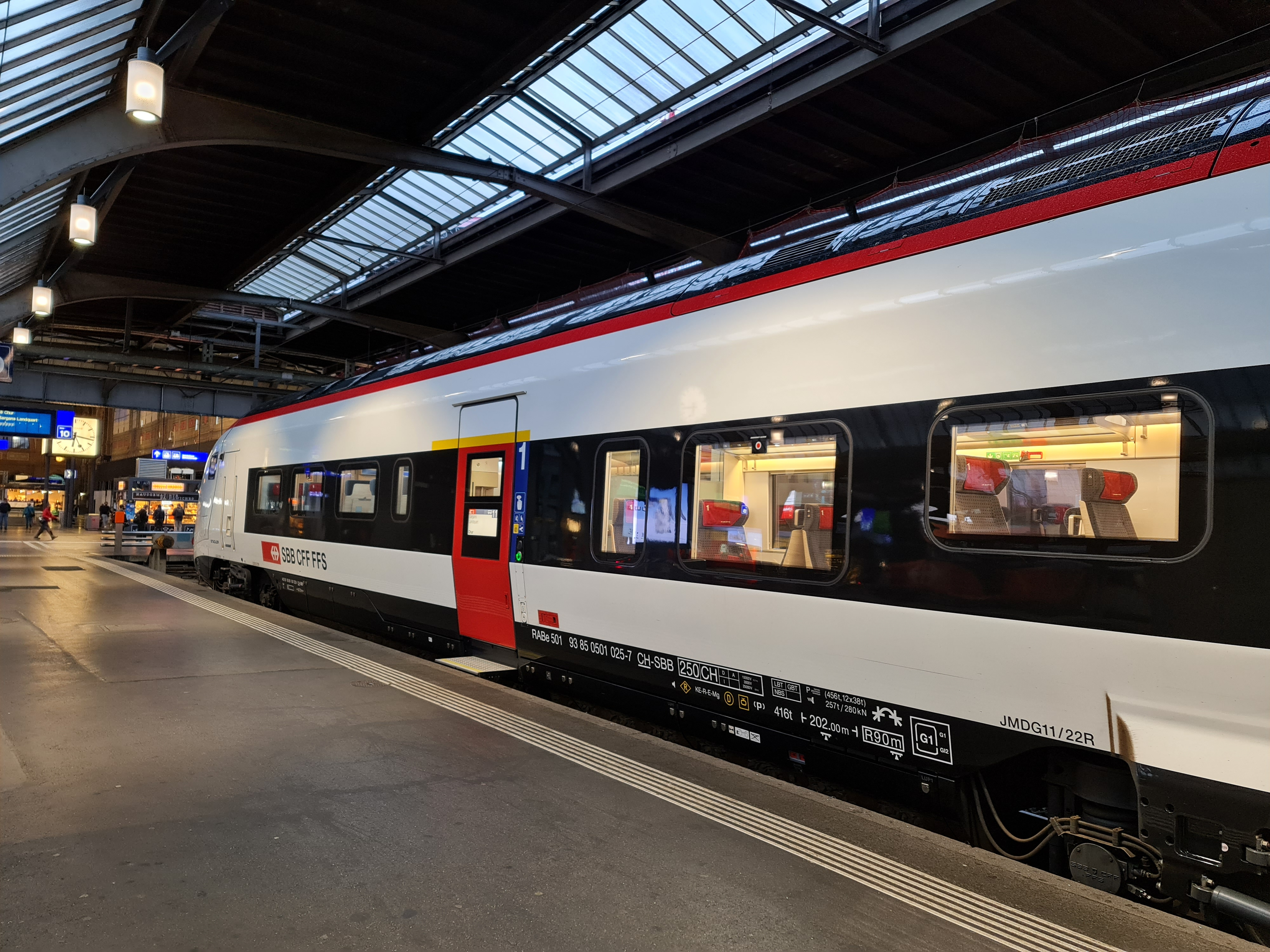
SBB RABe 501 na stacji w Zurychu

Szwajcaria jest trudnym terenem z punktu widzenia rozwoju kolejnictwa ze względu na warunki geograficzne. Pomimo to w pierwszej połowie XIX w. podjęto decyzję o budowie pierwszej linii kolejowej. Głównym argumentem były względy ekonomiczne. W efekcie 15 czerwca 1844 r. otwarto pierwszy odcinek linii kolejowej z St. Louis do Bazylei. W dalszych latach kolej w Szwajcarii podzielono na dwie prywatne spółki: Schweizerische Centralbahn (w skrócie SCB, St. Louis – Bazylea) oraz nowo otwartą Schweizerische Nordbahn (Kolej Północną) na trasie Zürich – Baden. Przeważał tu ruch turystyczny wyjeżdżających mieszkańców Zurychu na wypoczynek w Alpach. W późniejszych latach przedłużono ją do Aarau (połączenie z Centralbahn), jednocześnie przekształcając ją w Nordostbahn (w skrócie NOB – Kolej Północnowschodnią).
W 1850 roku podjęto ustawę o budowie narodowej sieci kolei państwowych w Szwajcarii wraz z koncepcją przebiegu linii Roberta Stephensona. Jednocześnie w 1861 roku SCB połączyła ze sobą kantony: Bazylea, Lucerna, Argowia, Solura oraz Berno. W tym samym roku kanton Berno przejął budowę linii kolejowej Berno – Zurych, tworząc Bernische Staatsbahnen – pierwszą państwową spółkę kolejową na terenie Szwajcarii. W 1870 roku NOB łączyło siecią kolejową Zurych z najważniejszymi centrami Argowii, Szafuzy, Turgowii i Lucerny.
Późniejsze lata przyniosły szybki rozwój górskich linii kolejowych za sprawą pierwszej na świecie kolei zębatej otwartej w 1871 r. Rigibahn. Krótko później zostały oddane do użytku Bürgenstock-Bahn, Pilatusbahn oraz Brünigbahn. 1882 rok to data uruchomienia prywatnej Gottardbahn. W 1888 roku uruchomiony został tramwaj elektryczny na trasie Vevey – Montreux – Chillon, który stał się pierwszą zelektryfikowaną linią w kraju. Rok później otwarto słynne Koleje Retyckie (Rhätische Bahn – RhB). Jednocześnie wiele miast zainaugurowało linie tramwajowe parowe lub elektryczne (m.in. Berno, Zurych, Genewa, Bazylea).
W 1902 roku Vereinigte Schweizerbahnen (VSB – linia kolejowa nad Jeziorem Bodeńskim), Nordostbahn oraz Centralbahn zostały upaństwowione, powołano do życia specjalną spółkę Schweizerische Bundesbahnen (SBB) / Chemins de fer fédéraux suisses (CFF) / Ferrovie Federali Svizzere (FFS). W kolejnych latach przejmowane były następne prywatne spółki kolejowe (1903 SBB Jura-Simplon-Bahn (z Brünigbahn), 1909 Gotthardbahn, 1913 CF Jura-Neuchâtelois, 1918 Tösstalbahn (z Wald-Rüti-Bahn), 1922 Seetalbahn, 1948 Uerikon-Bauma-Bahn). W 1905 roku rozpoczęto elektryfikację linii kolejowych od odcinka Seebach – Wittingen (kanton Zurych). Postęp elektryfikacji był szybki, w 1928 roku połowa linii była zelektryfikowana, a w 1967 roku zrezygnowano całkowicie z trakcji spalinowej i parowej.
W 1980 roku otwarto linię kolejową łączącą Zurych z lotniskiem Zürich Kloten. W 1982 roku wprowadzono charakterystyczny dla Szwajcarii godzinny takt na wszystkich liniach kolejowych. W 1990 roku rozpoczęła się gruntowna przebudowa Dworca Głównego w Zurychu. Rozbudowę zakończono 7 lat później. W 1999 roku po pozytywnym głosie w referendum rozpoczęto budowę 57-kilometrowego Tunelu bazowego pod Przełęczą św. Gotarda. Po 17 latach budowy kosztujący niespełna 12,2 mld CHF tunel otwarto w 2016 roku. Pozwoliło to na skrócenie czasu podróży z Zurychu do Mediolanu z 4 do 2,5 godziny.
Szwajcarzy stale inwestują w tabor kolejowy, już w latach 60. XX w. na trasach międzynarodowych kursowały tu elektryczne zespoły trakcyjne typu SBB RAe TEE II. W 1999 roku zakupiono pierwsze pociągi z pudłem wychylnym typu ICN. W 2009 roku zakupiono składy typu ETR 610 Pendolino, jednocześnie po rozpadzie spółki Cisalpino SBB-CFF-FFS przejęły ezt-y serii ETR470. Ponadto na 2019 r. zaplanowano oddanie do eksploatacji pociągów Stadler SMILE na potrzeby przewozów przez Tunel św. Gotarda.
Szwajcarski zegar kolejowy zaprojektowany przez Hansa Hilfikera w 1944 roku stał się obiektem sporu sądowego z koncernem Apple. W systemie operacyjnym iOS 6 został on skopiowany bez wiedzy SBB. W wyniku procesu sądowego Apple musiał zapłacić kolejom szwajcarskim 20 mln franków odszkodowania.

## Struktura organizacyjna
Struktura organizacyjna SBB-CFF-FFS przedstawia się następująco: 
- Zarząd (Konzernleitung) – Prezes Andreas Meyer
- Rada nadzorcza (Verwaltungsrat) – Przewodniczący Monika Ribar
  - SBB Konzernbereiche (centrala z siedzibą w Bernie)
    - Finanzen (dział finansów)
    - Informatik (dział informatyczny)
    - SBB Consulting (dział rozwoju i inwestycji, opracowywanie strategii długofalowych)
    - Human Resources (dział kadr)

  - SBB Personenverkehr (przewozy pasażerskie)
  - SBB Cargo(inne języki) (przewozy towarowe)
  - SBB Immobilien (zarządca nieruchomości)
  - SBB Infrastruktur (zarządca infrastruktury kolejowej)
    - SBB Energie (dostawca energii, zarządca sieci trakcyjnej)
      - Kraftwerke (elektrownie)
      - Übertragungsnetz (przesył)

## Linie kolejowe

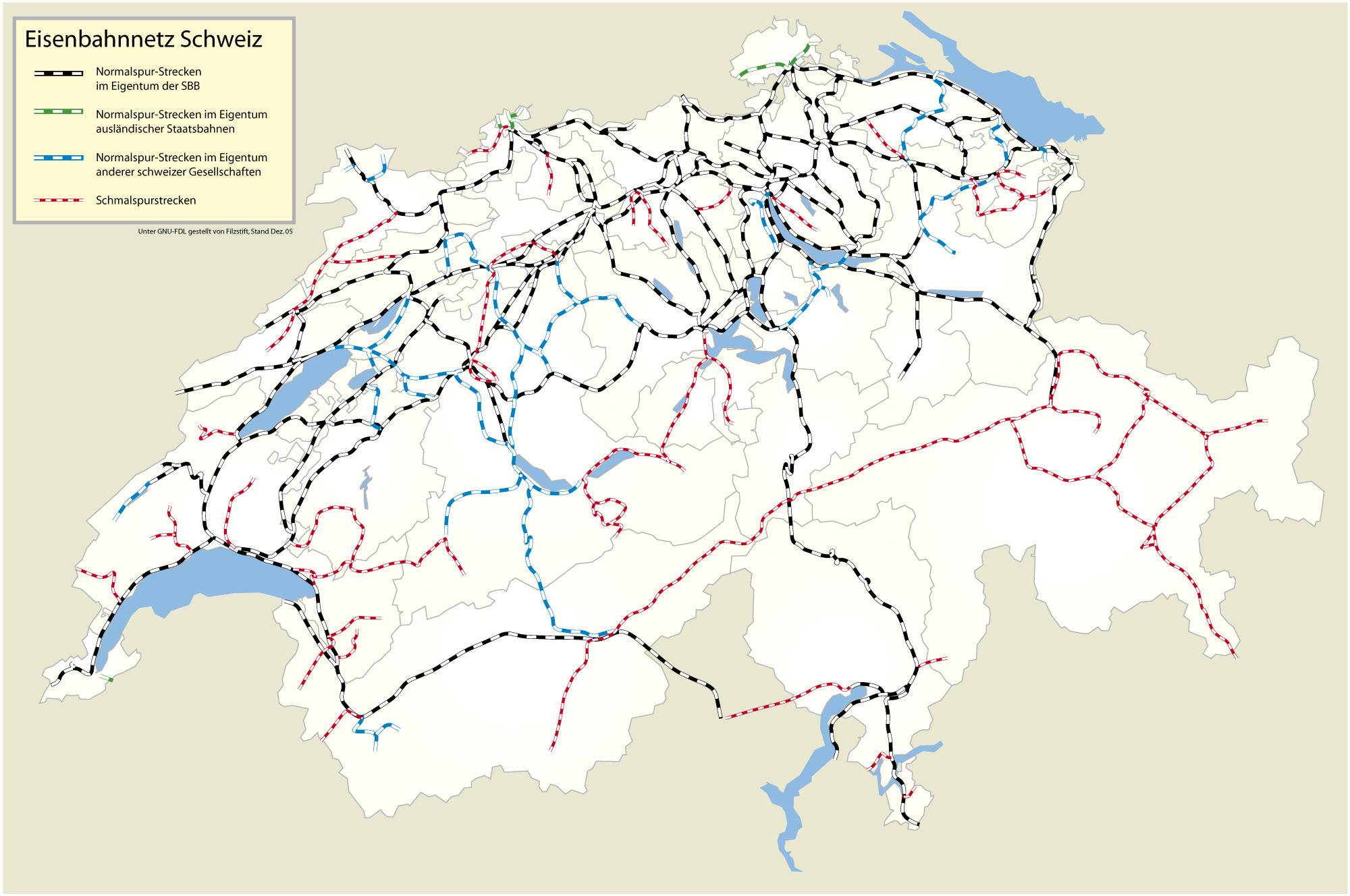
Mapa sieci kolejowej SBB-CFF-FFS

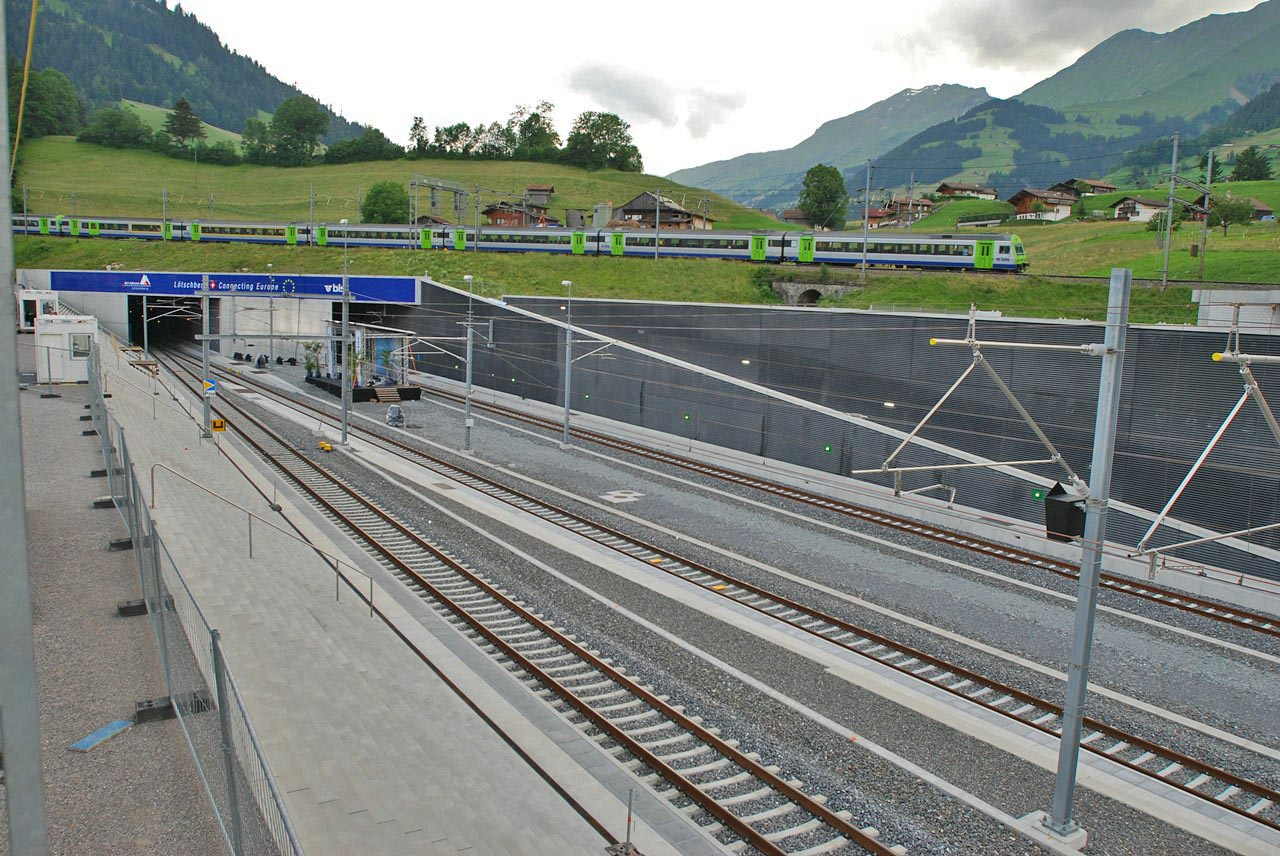
Wlot północny do Lötschberg-Basistunnel

Przedsiębiorstwo zarządza 4839 km linii kolejowych, z czego 100% jest zelektryfikowanych. SBB-CFF-FFS zarządza 804 stacjami i przystankami kolejowymi, stacja znajduje się średnio co 4,06 km. Ponadto posiada 8 elektrowni wodnych w całym kraju.
W Szwajcarii obowiązuje normalny, europejski rozstaw szyn (1435 mm), napięcie elektryczne wynosi 15 kV przy 16,7 Hz (prąd zmienny).

### Tunele
W Szwajcarii znajduje się wiele tuneli kolejowych. Do najważniejszych z nich należą:
- Przełęcz św. Gotarda:
  - Tunel bazowy (57 km, najdłuższy tunel kolejowy na świecie, otwarcie 2016) Rynächt –  Bodio 
  - Tunel św. Gotarda (15 km, otwarcie 1881) Göschenen – Airolo
- Tunel simploński (2x19 km, otwarcie 1921) Brig-Glis – Iselle di Trasquera(inne języki)
- Przełęcz Lötschberg:
  - Lötschberg-Basistunnel (34,7 km, otwarcie 2007) Frutigen – Raron
  - Lötschberg-tunnel (14 km, otwarcie 1913) Spiez – Brig-Glis
- Ricken (8,6 km, otwarcie 1910) Kaltbrunn – Wattwil
- Grenchenbergtunnel (8,5 km, otwarcie 1915) Moutier – Grenchen

## Tabor kolejowy

### Lokomotywy elektryczne
Zestawienie zostało sporządzone na podstawie źródła:
| Oznaczenie   | Producent                                                     | Zdjęcie | Początek produkcji | Liczba sztuk | Prędkość maks.   | Moc maks. | Zastosowanie                   |
| ------------ | ------------------------------------------------------------- | ------- | ------------------ | ------------ | ---------------- | --------- | ------------------------------ |
| Re 420       | SLM Winterthur, BBC, MFO, SAAS                                |         | 1964               | 228          | 140 km/h         | 4700 kW   | Pociągi pasażerskie i towarowe |
| Re 421       | SLM, BBC, MFO, SAAS                                           |         | 1984               | 26           | 140 km/h         | 4700 kW   | Pociągi towarowe               |
| Re 430       | SLM, BBC, MFO, SAAS                                           |         | 1968               | 20           | 125 km/h         | 4700 kW   |                                |
| Re 450       | SLM Winterthur, ABB, SIG Neuhausen, Schindler Waggon Pratteln |         | 1989               | 113          | 130 km/h         | 3200 kW   | S-Bahn Zurych                  |
| Re 460       | SLM, BBC, MFO, SAAS                                           |         | 1991               | 119          | 230 km/h         | 6100 kW   | Pociągi dalekobieżne           |
| Re 465       | SLM, ABB                                                      |         | 1994               | 10           | 230 km/h         | 7000 kW   | Pociągi dalekobieżne           |
| Re 474       | Siemens                                                       |         | 2004               | 12           | 140 km/h         | 6400 kW   | Pociągi towarowe               |
| Re 482 Traxx | Bombardier                                                    |         | 2002, 2006         | 50           | 140 km/h         | 5600 kW   | Pociągi towarowe               |
| Re 484 Traxx | Bombardier                                                    |         | 2004               | 21           | 140 km/h         | 5600 kW   | Pociągi towarowe               |
| Re 620       | SLM, BBC, SAAS                                                |         | 1972               | 86           | 140 km/h         | 7900 kW   | Pociągi towarowe               |
| HGe 101      | SLM, BBC, ABB                                                 |         | 1989               | 8            | 100 km/h 40 km/h |           |                                |

### Lokomotywy spalinowe
Zestawienie zostało sporządzone na podstawie źródła:
| Oznaczenie | Producent              | Zdjęcie | Początek produkcji | Liczba sztuk | Prędkość maks.   | Moc maks.      |
| ---------- | ---------------------- | ------- | ------------------ | ------------ | ---------------- | -------------- |
| Am 841     | SLM, SAAS              |         | 1996               | 40           | 80 km/h          | 1618 kW 920 kW |
| Am 842     | Vossloh, SLM, SAAS     |         | 1992, 2003         | 4            | 100 km/h 80 km/h | 1120 kW        |
| Am 843     | Vossloh                |         | 2003               | 63           | 100 km/h         | 1500 kW        |
| Am 861     | Thyssen Henschel, BBC  |         | 1976               | 5            | 85 km/h          | 1839 kW        |
| Bm 840     | SLM, SAAS              |         | 1976               | 40           | 75 km/h          | 883 kW         |
| Bm 860     | SLM, BBC, SAAS, Sulzer |         | 1954               | 4            | 75 km/h          | 1250 kW        |

### Elektryczne zespoły trakcyjne
Zestawienie zostało sporządzone na podstawie źródła:
| Oznaczenie                                   | Typ                                          | Zdjęcie | Początek produkcji | Liczba sztuk | Prędkość maks. | Zastosowanie              |
| -------------------------------------------- | -------------------------------------------- | ------- | ------------------ | ------------ | -------------- | ------------------------- |
| RABe 501                                     | Stadler EC250 (Giruno)                       |         | 2017               | 29           | 250 km/h       | EuroCity                  |
| RABe 502 RABDe 503                           | Bombardier Twindexx IR 100 / IR 200 / IC 200 |         | 2012               | 62           | 200 km/h       | InterCity InterRegio      |
| RABe 503                                     | Alstom ETR610 Pendolino                      |         | 2007               | 19           | 250 km/h       | EuroCity                  |
| RABDe 500                                    | AdTranz-FIAT /Bombardier-Alstom ICN          |         | 1999               | 44           | 200 km/h       | InterCity InterRegio      |
| RABe 511                                     | Stadler Dosto                                |         | 2010               | 93           | 160 km/h       | RegioExpress Regio S-Bahn |
| RABe 523 RABe 521                            | Stadler FLIRT                                |         | 2004               | 148          | 160 km/h       | Regioexpress Regio S-Bahn |
| RBDe 560 RBDe 561 RBDe 562 RBDe 566 RBDe 568 | RBDe 4/4                                     |         | 1994               | 98           | 140 km/h       | Regioexpress Regio S-Bahn |
| RABe 514                                     | Siemens Desiro Double Deck                   |         | 2005               | 61           | 140 km/h       | S-Bahn Zurych             |
| RABe 520 RABe 526                            | Stadler GTW                                  |         | 2002               | 30           | 115 km/h       | RegioExpress Regio        |
| TGV POS                                      | TGV POS                                      |         | 2007               | 1            | 320 km/h       | TGV Lyria                 |

### Wagony osobowe
Zestawienie zostało sporządzone na podstawie źródła: 
| Oznaczenie       | Typ                     | Zdjęcie | Początek produkcji | Liczba sztuk | Prędkość maks.    | Zastosowanie                  |
| ---------------- | ----------------------- | ------- | ------------------ | ------------ | ----------------- | ----------------------------- |
| IC2000           | Schindler Waggon IC2000 |         | 1997               | 341          | 200 km/h          | InterCity InterRegio          |
| Einheitswagen IV | Eurofima IV             |         | 1982               | 508          | 160 km/h 200 km/h | EuroCity InterCity InterRegio |

## Przewozy pasażerskie
SBB-CFF-FFS uruchamia pociągi pasażerskie następujących kategorii:
- Regio (Regionalzug, R) – pociągi regionalne, zatrzymują się na wszystkich stacjach, najczęściej obsługiwane elektrycznymi zespołami trakcyjnymi,
- S-Bahn (S) – pociągi szybkiej kolei miejskiej w 8 największych aglomeracjach (m.in. Zurych, Berno, Genewa), obsługiwane elektrycznymi zespołami trakcyjnymi,
- RegioExpress (RE) – lokalne, przyspieszone pociągi,
- InterRegio (IR) – przyspieszone pociągi na dalszych trasach, pomiędzy dwoma lub trzema kantonami,
- InterCity (IC) – dalekobieżne pociągi zatrzymujące się w największych miastach,
- InterCity N (ICN) – pociągi o standardzie InterCity obsługiwane elektrycznymi zespołami trakcyjnymi z wychylnym nadwoziem,
- EuroCity (EC) – pociągi międzynarodowe uruchamiane w porozumieniu z innymi przewoźnikami kolejowymi, m.in. Deutsche Bahn, SNCF, ÖBB,
- ICE / TGV – pociągi międzynarodowe we współpracy z DB oraz pod marką TGV Lyria (24% udziałów w spółce ma SBB-CFF-FFS, a 76% SNCF) do Niemiec i Francji.

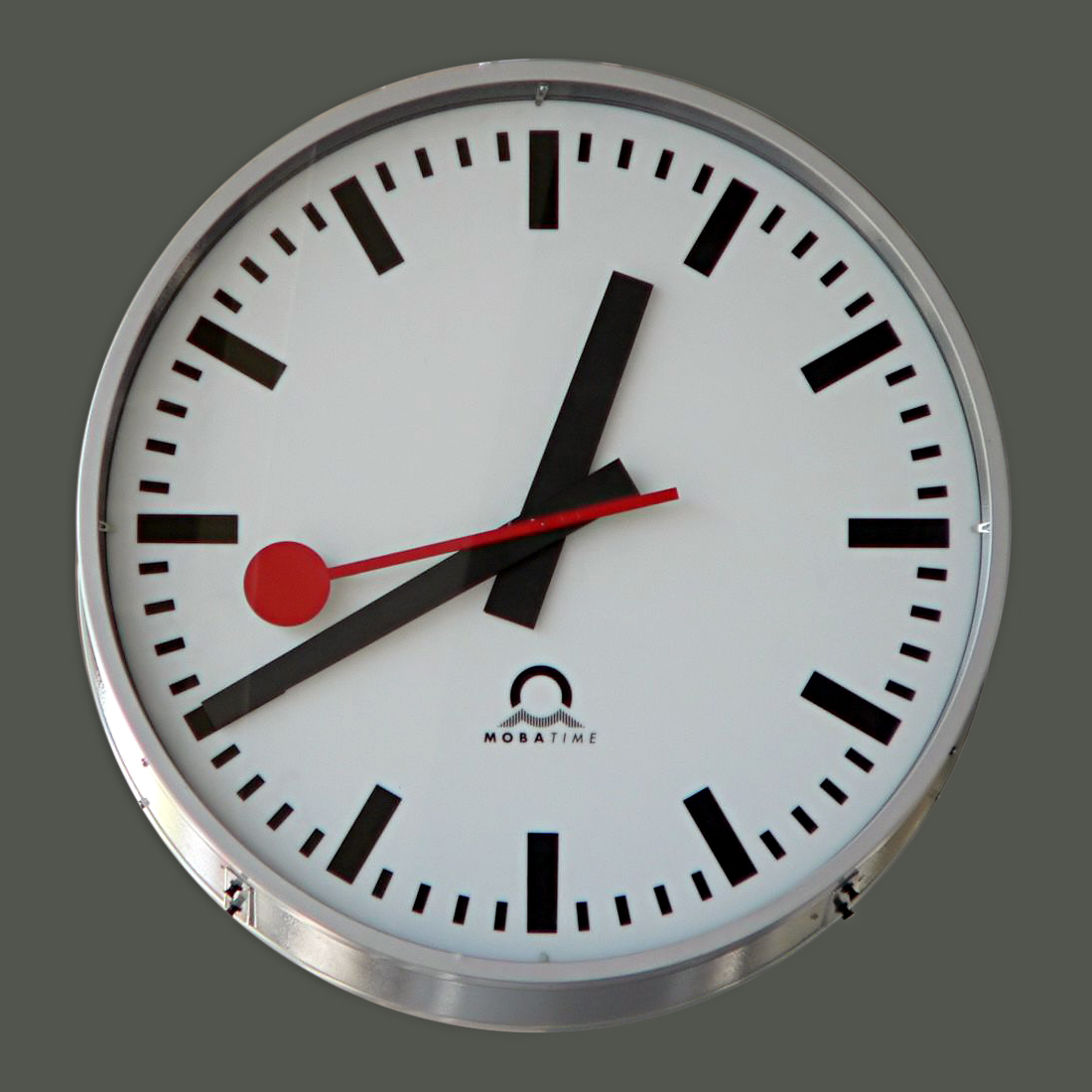
Zegar kolejowy projektu Hansa Hilfikera

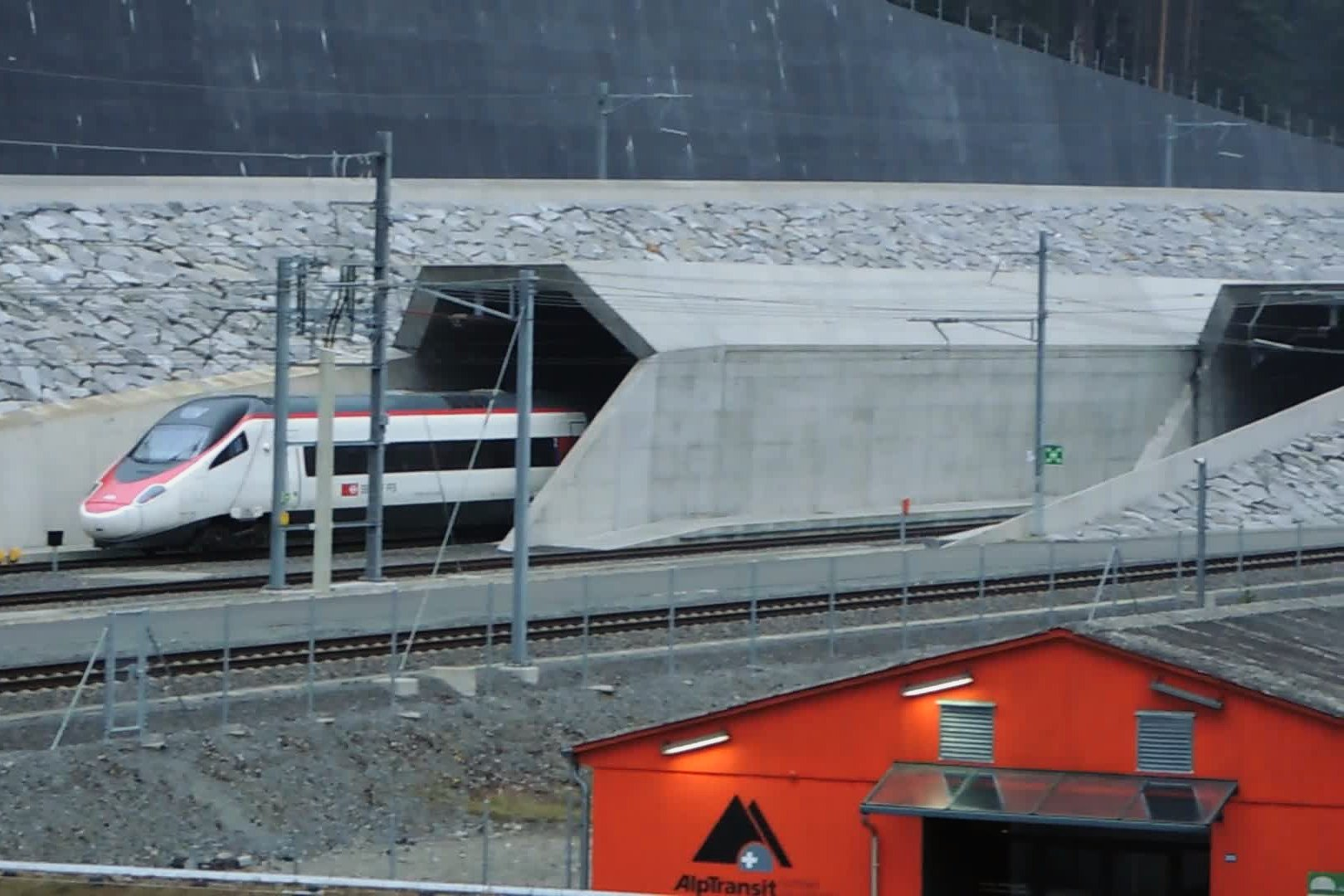
Północny wlot tunelu Gotarda

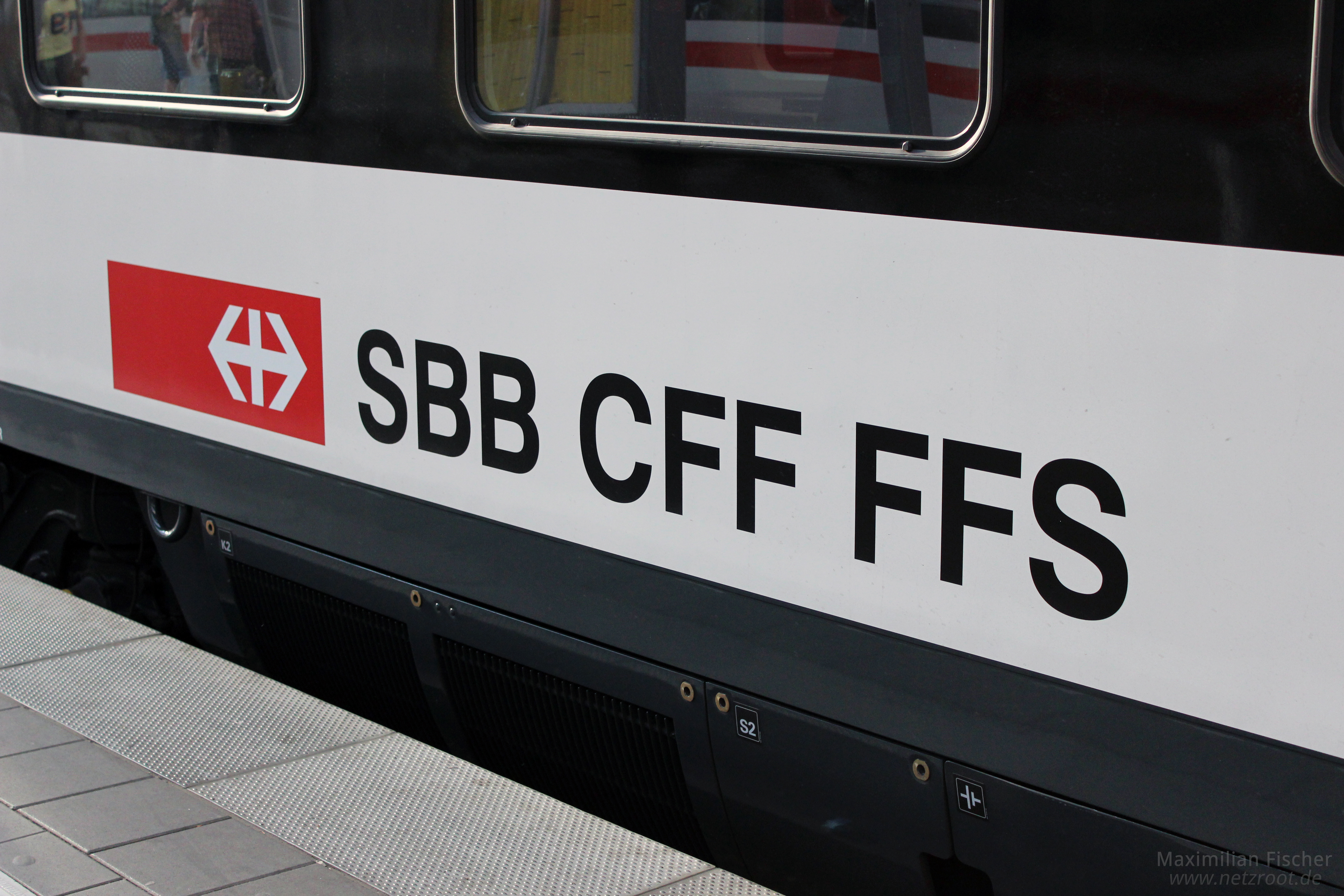
Potrójne oznaczenie przewoźnika na pociągu SBB-CFF-FFS